# Gerhard Koch (Politiker, 1945)
Gerhard Koch (* 9. April 1945 in Calw; † 21. Januar 1999 in Ostfildern-Ruit) war ein deutscher Kommunalpolitiker. Von 1975 bis 1997 war er Oberbürgermeister von Ostfildern.
1973 wurde Koch Bürgermeister von Scharnhausen. Am 8. Juni 1975 wurde er mit 69,23 Prozent der Stimmen zum Bürgermeister von Ostfildern gewählt. Mit der Erklärung Ostfilderns zur Großen Kreisstadt am 1. Juli 1976 erhielt Koch als Oberhaupt der Stadt den Titel Oberbürgermeister. Bei der Oberbürgermeisterwahl am 5. Juni 1983 wurde er durch 90,75 Prozent der Wähler in seinem Amt bestätigt. Am 6. September 1991 wurde Koch durch 79,5 Prozent für eine dritte Amtszeit wiedergewählt.
Der Regierungspräsident Udo Andriof entsprach Kochs Bitte vom 2. Januar 1997, ihn in den Ruhestand zu versetzen, mit Wirkung zum 25. Februar 1997. Am 9. April 2002 wurde ein Teil der bisherigen Ostfilderner Geschwister-Scholl-Straße zu Ehren des verstorbenen Oberbürgermeisters an dessen Geburtstag feierlich in Gerhard-Koch-Straße umbenannt.